# Desmoscelis calcarata
Desmoscelis calcarata är en tvåhjärtbladig växtart som först beskrevs av Charles Victor Naudin, och fick sitt nu gällande namn av José Jéronimo Triana. Desmoscelis calcarata ingår i släktet Desmoscelis och familjen Melastomataceae. Inga underarter finns listade i Catalogue of Life.